# Johan Galtung
Johan Vincent Galtung (ur. 24 października 1930, zm. 17 lutego 2024) – norweski socjolog. Był jednym z wiodących twórców studiów nad pokojem - dyscypliny naukowej w dziedzinie stosunków międzynarodowych.  W 1959 założył Instytut Badań nad Pokojem w Oslo (PRIO) i do 1970 był jego pierwszym dyrektorem. Założył także Journal of Peace Research w 1964 roku.

## Życiorys
Galtung urodził się w Oslo w rodzinie lekarskiej. W pierwszej kolejności uzyskał dyplom z matematyki na Uniwersytecie w Oslo w 1956 r., a rok później ukończył doktorat w zakresie socjologii na tej samej uczelni. Galtung otrzymał pierwszy z trzynastu doktoratów honoris causa w 1975 r.
Zmarł w norweskim Bærum 17 lutego 2024 w wieku 93 lat.

## Kariera
Po otrzymaniu doktoratu, Galtung przeniósł się na Uniwersytet Columbia w Nowym Jorku, gdzie wykładał jako adiunkt na wydziale socjologii. W 1959 wrócił do Oslo, gdzie następnie założył Instytut Badań nad Pokojem. W 1964 roku Galtung doprowadził do założenia pierwszego czasopisma akademickiego poświęconego studiom nad pokojem: Journal of Peace Research. W tym samym roku pomagał w założeniu Międzynarodowego Stowarzyszenia Badań nad Pokojem. W 1969 opuścił PRIO i objął stanowisko profesora badań nad pokojem i konfliktami na Uniwersytecie w Oslo, które piastował do 1978 roku.
Galtung był współzałożycielem World Futures Studies Federation. W 1993 roku powołał do życia TRANSCEND: Sieć Środowiska Rozwoju Pokoju. W 1987 roku otrzymał nagrodę Right Livelihood Award.

## Poglądy i dorobek
W artykule z 1969 r. zatytułowanym Przemoc, pokój i badania nad pokojem Galtung przedstawił swoją teorię Trójkąta Konfliktu. Zdefiniował trzy kluczowe elementy przemocy: przemoc strukturalną, przemoc kulturową oraz przemoc bezpośrednią. Teoria Galtunga opiera się na zasadzie, że pokój to stan braku przemocy.

## Wybrane nagrody i wyróżnienia[9]
- Doktor honoris causa, Uniwersytet w Tampere, 1975, studia pokojowe
- Doktor honoris causa, Uniwersytet w Cluj, 1976, studia przyszłości
- Doktor honoris causa, Uniwersytet w Uppsali, 1987, Wydział Nauk Społecznych[10]
- Doktor honoris causa, Uniwersytet Soka, Tokio, 1990, pokój/buddyzm
- Doktor honoris causa, Uniwersytet w Osnabrück, 1995, studia pokojowe
- Doktor honoris causa, Uniwersytet w Turynie, 1998, socjologia prawa
- Doktor honoris causa, FernUniversität Hagen, 2000, filozofia
- Doktor honoris causa, Uniwersytet w Alicante, 2002, socjologia
- Doktor honoris causa, Benemérita Universidad Autónoma de Puebla, 2006, prawo
- Doktor honoris causa, Uniwersytet Complutense, Madryt, 2017, polityka i socjologia
- Profesor honorowy Uniwersytetu w Alicante, Alicante, 1981
- Profesor honorowy Wolnego Uniwersytetu w Berlinie, 1984–1993
- Honorowy profesor Uniwersytetu Syczuan w Chengdu, 1986
- Profesor honorowy Uniwersytetu Witten/Herdecke w Witten, 1993
- Wybitny profesor studiów pokojowych, Uniwersytet Hawajski, 1993-
- Wybitny profesor wizytujący Uniwersytetu Johna Perkinsa, 2005-
- Nagroda Right Livelihood Award, 1987
- Pierwszy laureat Nagrody Humanistycznej Norweskiego Stowarzyszenia Humanistycznego w 1988 r
- Międzynarodowa Nagroda im. Jamnalala Bajaja za promowanie wartości Gandhiego, 1993[11]
- Nagroda Brage’a, 2000
- Pierwsza nagroda Morton Deutsch za rozwiązywanie konfliktów, 2001
- Nagroda Honorowa Norweskiego Towarzystwa Socjologicznego, 2001
- Premio Hidalgo, Madryt, 2005
- Złota Księga Pokoju w Augsburgu, 2006
- Członek Norweskiej Akademii Nauk i Literatury
- Członek honorowy Partii Zielonych, 2009
- Nagroda im. Erika Bye’a, 2011